# Lidlington
Lidlington – wieś i civil parish w Anglii, w hrabstwie ceremonialnym Bedfordshire, w dystrykcie (unitary authority) Central Bedfordshire. Leży 13 km na południowy zachód od centrum miasta Bedford i 67 km na północny zachód od centrum Londynu. W 2011 roku civil parish liczyła 1347 mieszkańców. Lidlington jest wspomniana w Domesday Book (1086) jako Litinclitone.